# Saint-Leu-la-Forêt
Saint-Leu-la-Forêt é uma comuna francesa na região administrativa da Ilha de França, no departamento do Vale do Oise. Estende-se por uma área de 5.24 km². Em 2010 a comuna tinha 16 001 habitantes (densidade: 3 053,6 hab./km²).